# Уряд Ульфа Крістерссона
Уряд Ульфа Крістерссона – 57-й уряд Швеції, був сформований Ульфом Крістерссоном, очільником помірної партії. Це коаліційний уряд, що складається з трьох партій: Партії поміркованих, лібералів та християнських демократів.

## Формування уряду
На загальних виборах 2022 року права парламентська група, що складається з поміркованих, християнських демократів, лібералів та шведських демократів, здобула незначну більшість у 176 із 349 місць. Після місяця переговорів між сторонами було підписано коаліційну угоду. Поряд зі списком загальних реформ угода передбачає намір сторін управляти як коаліція за довіри та підтримки шведських демократів.
17 жовтня 2022 року Ульфа Крістерсона було обрано прем'єр-міністром Ріксдагом 176 голосами проти 173. Він оголосив склад міністрів свого уряду 18 жовтня.

## Склад уряду
Уряд складається з прем'єр-міністра Ульфа Крістерссона та 24 міністрів. «Помірна коаліційна партія» отримала 13 міністерських посад, «Християнські демократи» — 6, «Ліберали» — 5.
| Номер | Посада                                                          | Портрет | Міністр                      | Партія                    | Партія | Початок терміну | Кінець терміну  |
| ----- | --------------------------------------------------------------- | ------- | ---------------------------- | ------------------------- | ------ | --------------- | --------------- |
| 1     | Прем'єр-міністр                                                 |         | Ульф Крістерссон             | Помірна коаліційна партія |        | 18 жовтня 2022  |                 |
| 2     | Заступник прем'єр-міністра (не є окремою міністерською посадою) |         | Ебба Буш Тор                 | Християнські демократи    |        | 18 жовтня 2022  |                 |
| 3     | Міністр у справах ЄС                                            |         | Джессіка Росвалл             | Помірна коаліційна партія |        | 18 жовтня 2022  | 10 вересня 2024 |
| 3     | Міністр у справах ЄС                                            |         | Джессіка Русенкранц          | Помірна коаліційна партія |        | 10 вересня 2024 |                 |
| 4     | Міністр юстиції                                                 |         | Гуннар Стрьоммер             | Помірна коаліційна партія |        | 18 жовтня 2022  |                 |
| 5     | Міністр міграції                                                |         | Марія Малмер Стенергард      | Помірна коаліційна партія |        | 18 жовтня 2022  | 10 вересня 2024 |
| 5     | Міністр міграції                                                |         | Йохан Форсселль              | Помірна коаліційна партія |        | 10 вересня 2024 |                 |
| 6     | Міністр закордонних справ                                       |         | Тобіас Більстрьом            | Помірна коаліційна партія |        | 18 жовтня 2022  | 10 вересня 2024 |
| 6     | Міністр закордонних справ                                       |         | Марія Малмер Стенергард      | Помірна коаліційна партія |        | 10 вересня 2024 |                 |
| 7     | Міністр зовнішньої торгівлі та зовнішньої допомоги              |         | Йохан Форссель               | Помірна коаліційна партія |        | 18 жовтня 2022  | 10 вересня 2024 |
| 7     | Міністр зовнішньої торгівлі та зовнішньої допомоги              |         | Бенджамін Дуза               | Помірна коаліційна партія |        | 10 вересня 2024 |                 |
| 8     | Міністр оборони                                                 |         | Пол Йонсон                   | Помірна коаліційна партія |        | 18 жовтня 2022  |                 |
| 9     | Міністр цивільної оборони                                       |         | Карл-Оскар Болін             | Помірна коаліційна партія |        | 18 жовтня 2022  |                 |
| 10    | Міністр соціальних справ                                        |         | Якоб Форссмед                | Християнські демократи    |        | 18 жовтня 2022  |                 |
| 11    | Міністр охорони здоров'я                                        |         | Акко Анкарберг Юганссон      | Християнські демократи    |        | 18 жовтня 2022  |                 |
| 12    | Міністр соціальних служб                                        |         | Камілла Вальтерссон Гренваль | Помірна коаліційна партія |        | 18 жовтня 2022  |                 |
| 13    | Міністр соціального забезпечення та пенсій                      |         | Анна Теньє                   | Помірна коаліційна партія |        | 18 жовтня 2022  |                 |
| 14    | Міністр фінансів                                                |         | Елізабет Свантессон          | Помірна коаліційна партія |        | 18 жовтня 2022  |                 |
| 15    | Міністр фінансових ринків                                       |         | Ніклас Вікман                | Помірна коаліційна партія |        | 18 жовтня 2022  |                 |
| 16    | Міністр державного управління                                   |         | Ерік Слоттнер                | Християнські демократи    |        | 18 жовтня 2022  |                 |
| 17    | Міністр освіти                                                  |         | Матс Перссон                 | Ліберали                  |        | 18 жовтня 2022  |                 |
| 18    | Міністр у справах шкіл                                          |         | Лотта Едхольм                | Ліберали                  |        | 18 жовтня 2022  |                 |
| 19    | Міністр енергетики та підприємництва                            |         | Ебба Буш Тор                 | Християнські демократи    |        | 18 жовтня 2022  |                 |
| 20    | Міністр навколишнього середовища                                |         | Роміна Пурмохтарі            | Ліберали                  |        | 18 жовтня 2022  |                 |
| 21    | Міністр культури                                                |         | Паріза Лільєстранд           | Помірна коаліційна партія |        | 18 жовтня 2022  |                 |
| 22    | Міністр зайнятості та інтеграції                                |         | Юхан Персон                  | Ліберали                  |        | 18 жовтня 2022  |                 |
| 23    | Міністр з питань рівноправності                                 |         | Пауліна Брандберг            | Ліберали                  |        | 18 жовтня 2022  |                 |
| 24    | Міністр сільського господарства                                 |         | Петер Куллгрен               | Християнські демократи    |        | 18 жовтня 2022  |                 |
| 25    | Міністр інфраструктури та житлового будівництва                 |         | Андреас Карлсон              | Християнські демократи    |        | 18 жовтня 2022  |                 |